# Torres de Berrellén
Torres de Berrellén es un municipio de la provincia de Zaragoza, comunidad autónoma de Aragón, situado a 20 km de la capital, pertenece a la comarca de Ribera Alta del Ebro. Tiene un área de 53.8 km² con una población de 1476 habitantes (INE 2022) y una densidad de 28,08 hab/km².

## Geografía

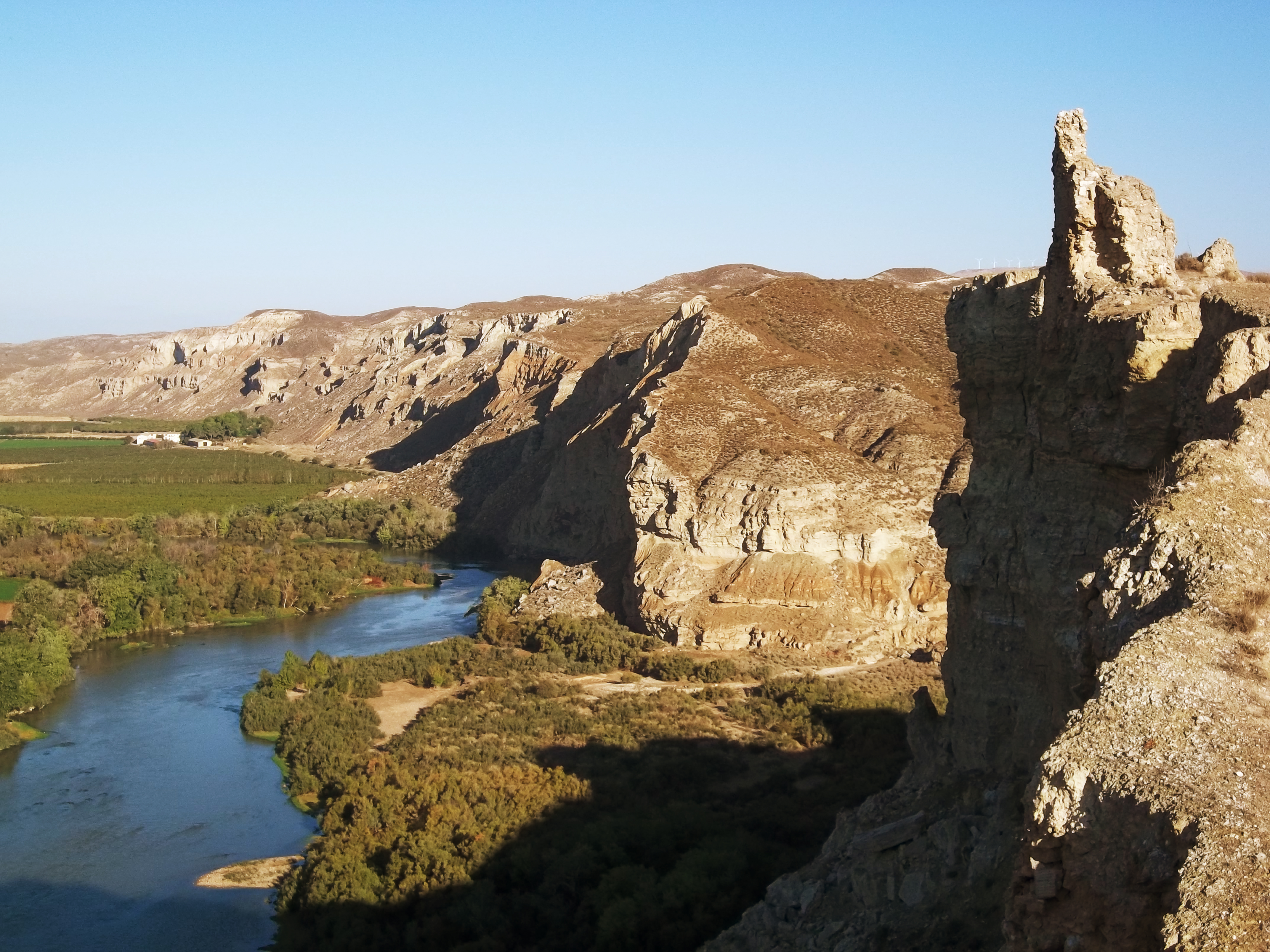
Ruinas de El Castellar.

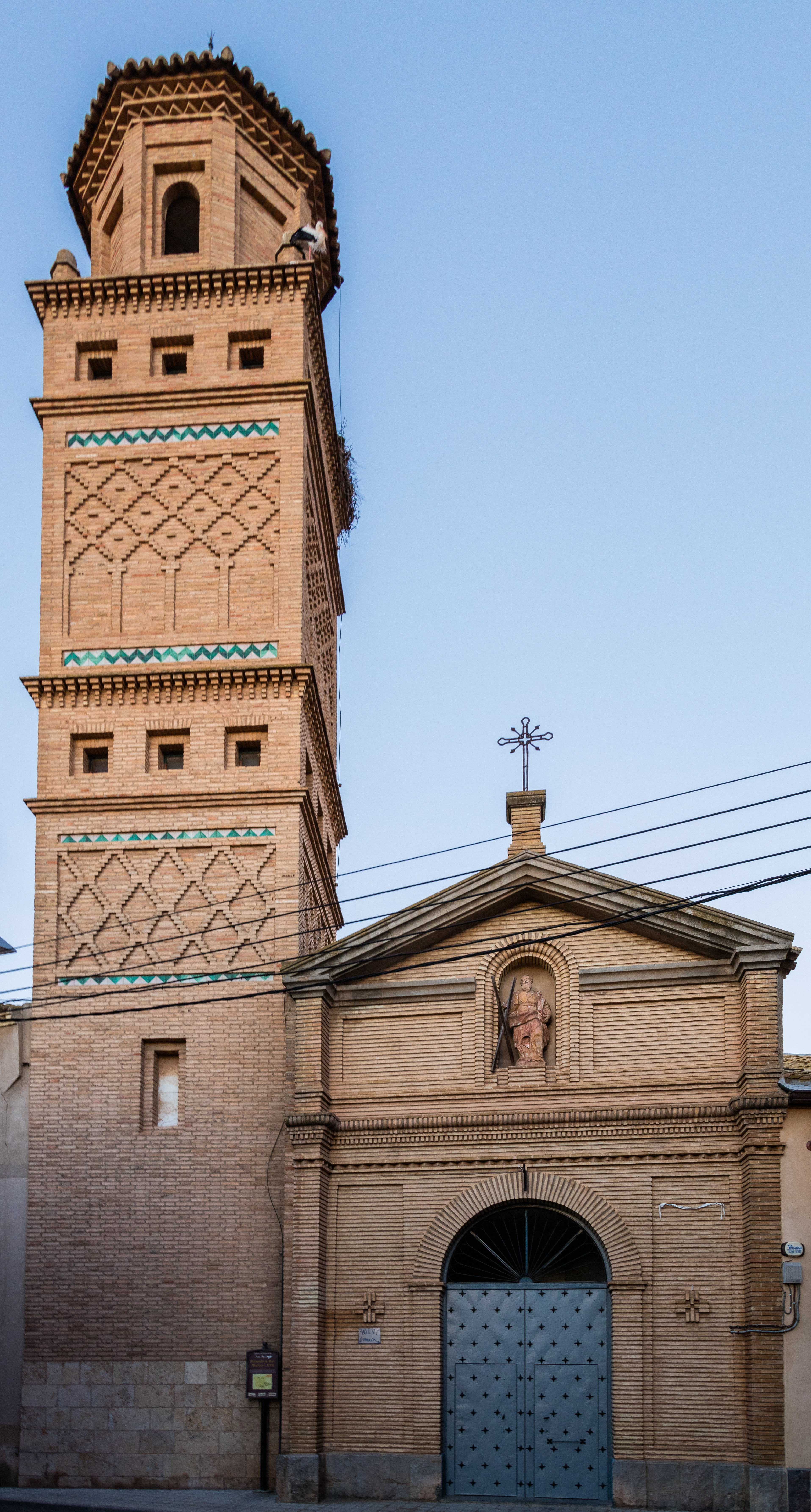
Iglesia de San Andrés, Torres de Berrellén.

Torres de Berrellén se sitúa junto a la desembocadura del río río Jalón en el Ebro, estando su población situada en la margen derecha de este. Pertenece a la provincia de Zaragoza y en concreto a la comarca Ribera Alta del Ebro. 
Su término municipal, 53.8 km², limitan al norte con Tauste y Pradilla de Ebro, al oeste con Remolinos, Alcalá de Ebro y Cabañas de Ebro, al sur con Alagón y La Joyosa y al este con Sobradiel y Zaragoza.

## Historia
Su nombre proviene originariamente de una agrupación de casas de labor llamadas en Aragón "torres", que los vecinos de El Castellar empezaron a edificar en la margen derecha del Ebro durante el siglo XII para ser utilizadas como auxiliares de los aprovechamientos agrícolas de esta ribera. El motivo de su construcción era que la situación de El Castellar, en la margen izquierda del Ebro, impedía los desplazamientos continuados a estas tierras fértiles, por lo que se hacía indispensable permanecer en estas torres varios días (o incluso residir en ellas) para poder atender a las labores agrícolas.                                                    El municipio es citado en el Diario de un Requeté de Luis Estoy y De Delás cuando su Unidad, Tercio Virgen de Montserrat estuvo en la localidad acantonada entre noviembre de 1937 y 20 de enero de 1938,dando referencias de casas y personas que les acogieron. "Trilogía heroica de la Cruzada.Tres Diarios de campaña de requetés catalanes del Tercio de Nuestra Señora de Montserrat 1936-1939". Edita la Hermandad de dicho Tercio. Barcelona 1996.                                  

## Demografía
Torres de Berrellén cuenta con una población de 1506 habitantes (INE 2024).
| Gráfica de evolución demográfica de Torres de Berrellén entre 1842 y 2021                                                                                             |
| |
| Población de derecho según los censos de población del INE Población de hecho según los censos de población del INEEn este censo se denominaba Berrellen y Pola: 1842 |

## Administración y política
| Período   | Alcalde                     | Partido      |  |
| --------- | --------------------------- | ------------ |  |
| 1979-1983 | Ángel Causape Gómez         | UCD          |  |
| 1983-1987 | José Ignacio Pérez Falcó    | PSOE-Aragón  |  |
| 1987-1991 | José Ignacio Pérez Falcó    | PSOE-Aragón  |  |
| 1991-1995 | Castellar Robres Navarro    | PSOE-Aragón  |  |
| 1995-1999 | Castellar Robres Navarro    | PSOE-Aragón  |  |
| 1999-2003 | Miguel Ángel Causapé Cerced | PP de Aragón |  |
| 2003-2007 | Joaquín Berna González      | PSOE-Aragón  |  |
| 2007-2011 | Mercedes Trébol Bartos      | PSOE-Aragón  |  |
| 2011-2015 | Mercedes Trébol Bartos      | PSOE-Aragón  |  |
| 2015-2019 | Mercedes Trébol Bartos      | PSOE-Aragón  |  |
| 2019-2023 | Mercedes Trébol Bartos      | PSOE-Aragón  |  |

| Partido político    | Partido político                                   | 2003   | 2007   | 2011   | 2015   | 2019   |
| Partido político    | Partido político                                   | Ediles | Ediles | Ediles | Ediles | Ediles |
|                     | Partido de los Socialistas de Aragón (PSOE-Aragón) | 4      | 4      | 5      | 5      | 5      |
|                     | Partido Popular de Aragón (PP)                     | 3      | 2      | 3      | 2      | 2      |
|                     | Izquierda Unida (IU)                               | 1      | 2      | 1      | 2      | 2      |
|                     | Partido Aragonés (PAR)                             | 1      | 1      | 0      | —      | —      |
|                     | Chunta Aragonesista (CHA)                          | —      | 0      | —      | —      | —      |
| Total de concejales | Total de concejales                                | 9      | 9      | 9      | 9      | 9      |

## Patrimonio
- Iglesia de San Andrés (BIC)

## Localidades hermanadas
- Escalquens, Francia